# Francisco Varallo
Francisco Antonio Varallo, detto Pancho ([fɾanˈsiʰko βaˈɾaʃo]; La Plata, 5 febbraio 1910 – La Plata, 30 agosto 2010), è stato un calciatore e allenatore di calcio argentino, di ruolo attaccante. Iniziò la carriera al Gimnasia La Plata per poi passare al Boca Juniors, dove conquistò varie volte la Primera División tra il 1929 e il 1935.
Nel 1937 vinse il Campeonato Sudamericano de Football (poi divenuta Copa América) con la Nazionale argentina. Fu inoltre il più giovane giocatore del Campionato mondiale di calcio 1930, edizione inaugurale del torneo, e l'ultimo dei partecipanti a morire. Ha detenuto fino al 2008 il titolo di miglior marcatore del Boca Juniors in epoca professionistica con 181 gol, venendo poi superato da Martín Palermo. Fu l'ultimo calciatore rimasto ancora in vita ad aver partecipato alla prima edizione del campionato mondiale di calcio.

## Biografia

### Infanzia e gioventù
Nato il 5 febbraio 1910 a La Plata, è il terzo figlio di Pedro Varallo e Teresa Yatorno. Soprannominato Pancho dalla famiglia e dagli amici, fu attratto subito dal gioco del calcio, debuttando in giovanissima età nella squadra della sua città locale, il Ferro Carril Sud.

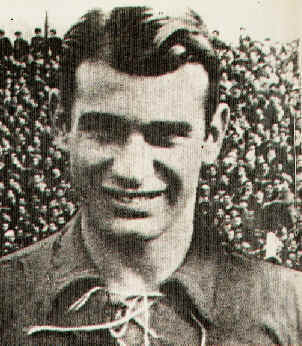
Varallo durante la militanza al Boca

Passato al club del suo barrio, il 12 de Octubre, all'età di 17 anni sostenne un provino per l'Estudiantes: nonostante avesse messo a segno dodici gol in tre partite amichevoli di prova, venne scartato.

### Morte
Nei suoi ultimi mesi di vita fu ricoverato in una casa di cura a causa di una bronchite, derivata da un raffreddore e aggravata dalla sua età avanzata. A causa di una complicazione respiratoria, morì all'età di 100 anni, in un sanatorio, nelle prime ore di lunedì 30 agosto 2010.
I suoi resti furono sepolti alle ore 10 del giorno seguente nella tomba di famiglia al cimitero di La Plata; al suo funerale parteciparono personaggi di spicco del calcio argentino e giocatori del Boca come Martín Palermo, Jorge Ameal, Sebastián Battaglia, Julio Grondona, Walter Gisande, presidente del Gimnasia, e Rubén Filippas, presidente dell'Estudiantes.
In tale occasione, sia il Boca Juniors che il Gimnasia La Plata decretarono un giorno di lutto ed espressero il loro «profondo rammarico per la morte di uno dei più grandi idoli». Il Boca sospese tutte le attività e la formazione di Claudio Borghi si allenò a porte chiuse. Nella gara successiva al fatto, la squadra della capitale osservò un minuto di silenzio prima della partita contro il San Lorenzo.

## Caratteristiche tecniche
Prima punta agile e leggera, riusciva a penetrare le difese grazie al suo fisico e a un buon controllo del pallone. Nonostante la bassa statura e la struttura gracile, aveva grande potenza nei tiri, caratteristica che gli valse il soprannome di Cañoncito (lingua italiana: piccolo cannone). Fu inoltre un ottimo rigorista con 18 rigori finalizzati su 22 eseguiti.

## Carriera

### Club

#### Gli inizi al Gimnasia La Plata e la tournée panamericana

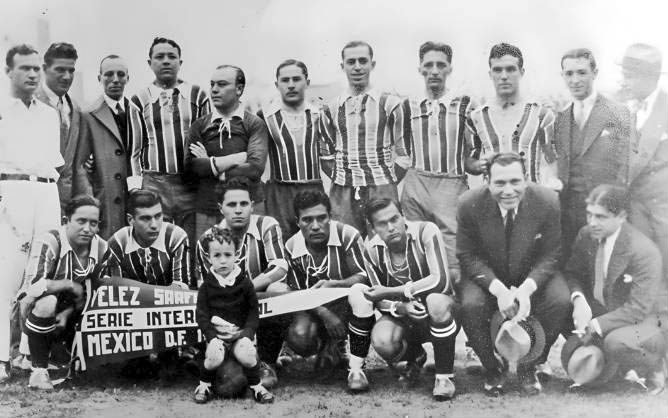
La selezione del Vélez Sarsfield nella tournée panamericana (qui in Messico), in cui Varallo (secondo partendo da sinistra nella fila dei seduti) ebbe l'opportunità di giocare.

Nel 1928 il diciottenne Varallo arrivò al Gimnasia La Plata, club nel quale trovò spazio come difensore per poi trasformarsi in centrocampista e, infine, in attaccante. Nella sua prima partita in Tercera División, una categoria giovanile, la sua squadra mise a segno una goleada e vinse per 8-1. Una settimana dopo si trasferì in Primera División. Esordì quindi con una vittoria (1-2) contro il Colegiales nella stagione 1929. Il Gimnasia, inserito nel gruppo pari, contese il primo posto al River Plate; sarebbe stata proprio la squadra platense a vincere la competizione, superando i biancorossi di un punto.
In finale si scontrarono il Gimnasia e il Boca, che aveva vinto lo spareggio dell'altro girone con il San Lorenzo. Varallo, titolare, fece coppia in attacco con Currell, Díaz, Morgada e Maleanni, e fu proprio quest'ultimo l'autore della doppietta che ribaltò il risultato a favore del Lobo: fu il primo titolo nella carriera di Varallo.
La stagione seguente il club biancoblù giunse ottavo in campionato, a 42 punti insieme a Chacarita Juniors e Quilmes. Durante la sua militanza nei biancoblù, Varallo percepiva 10 pesos a partita.
Verso la metà del 1930 e l'inizio del 1931 Varallo partecipò ad una tournée panamericana con il Vélez Sarsfield. Giocò 25 partite contro diverse compagini cilene, peruviane, cubane, messicane e statunitensi. Il gruppo ottenne complessivamente 20 vittorie, 4 pareggi e 1 sconfitta, e delle 84 reti messe a segno dal Vélez, 14 furono di Varallo.

#### I successi al Boca Juniors
Varallo si unì al club del Boca Juniors nel 1931, per un salario di 8 000 pesos argentini. Non mancarono tuttavia offerte dal campionato italiano, in particolare da Genoa e Napoli che gli offrirono un salario di 30 000 pesos. Varallo comunicò quindi ai suoi genitori l'intenzione di partire per l'Italia. Sua madre appena apprese la notizia si mise a piangere e suo padre contestò la scelta, così il talento argentino decise di firmare per il Boca. Debuttò con gli Xeneizes nello 0-0 contro il Chacarita; quindi segnò il suo primo gol nella terza partita disputata, contro il Ferro Carril Oeste.

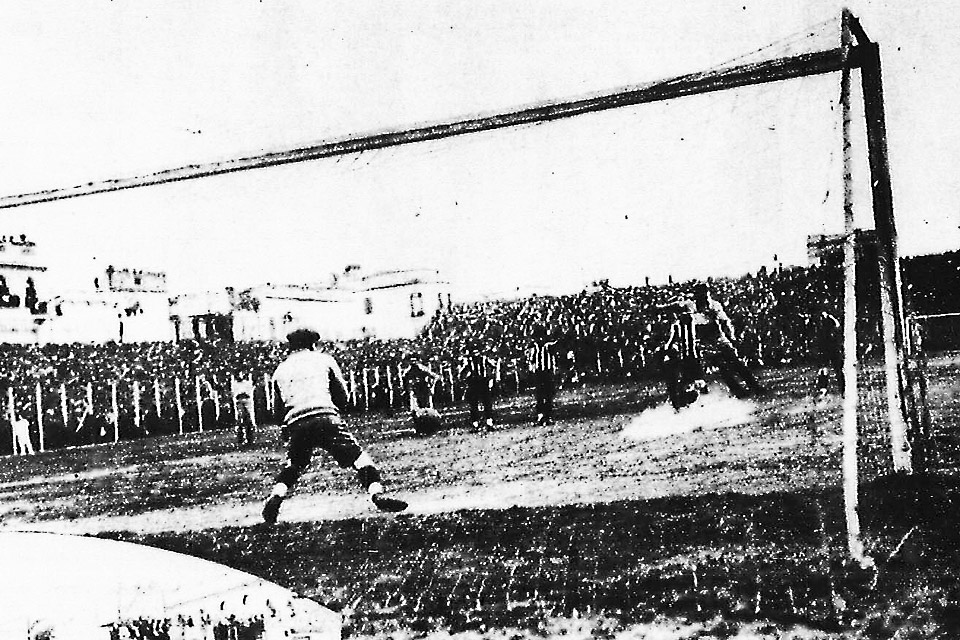
Il rigore di Varallo contro il River

Nel settembre 1931, durante un Superclásico di Primera División, il Boca guadagnò un rigore ai danni del River. Iribarren, il portiere della squadra biancorossa, parò il rigore ma non trattenne la palla, e Varallo segnò sulla respinta. I giocatori del River protestarono con l'arbitro, sostenendo che Varallo commise fallo al momento della ribattuta. Il direttore di gara espulse tre giocatori che avevano contestato la decisione, e la squadra si ritirò per protesta; il Boca vinse la partita a tavolino. Nella 33ª giornata del campionato Varallo conquistò il primo dei tre titoli vinti col Boca, dopo il successo sul Talleres per 4-2, con una doppietta messa a segno. A stagione ultimata, Varallo avrebbe totalizzato 27 reti in 24 presenze e sarebbe finito terzo in classifica marcatori, alle spalle dei due giocatori dell'Estudiantes Alejandro Scopelli e Alberto Zozaya.
Nella stagione successiva Varallo marcò per 24 volte; un contributo che tuttavia non bastò agli Xeneizes per replicare il titolo dell'anno precedente, giacché si classificarono quarti. Nel 1933 conquistò il titolo di capocannoniere del torneo con 34 gol: il Boca dovette ancora una volta accontentarsi di un piazzamento, vedendosi superare dal San Lorenzo, che vinse con un punto di distacco. La squadra gialloblù disputò anche la Copa Competencia, nella quale venne eliminata ai quarti di finale dal Racing per 1-4; Varallo segnò il temporaneo 1-2. Nel corso della competizione il calciatore argentino aveva fornito prestazioni significative: 8 gol in 3 incontri, per merito dei 6 gol realizzati al Chacarita (7-1 il risultato).

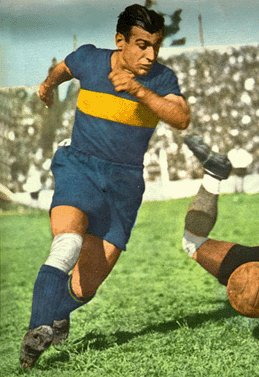
Varallo in azione

Nel campionato del 1934 collezionò 25 presenze e 18 reti. Nella gara della 33ª giornata contro l'Atlanta-Argentinos segnò nel primo tempo una tripletta nell'arco di 13 minuti, ma fu costretto a non disputare il secondo tempo per un infortunio, lasciando la propria squadra in 10. Dopo un breve periodo di inattività calcistica, tornò in campo il 16 dicembre contro il Platense, realizzando una tripletta. Grazie a questa vittoria la squadra di Buenos Aires conquistò il suo secondo titolo dell'era professionistica. Nell'annata successiva si distinse per una quaterna segnata in amichevole al club brasiliano del Botafogo. In campionato, la squadra primeggiò nuovamente. Il terzo e ultimo Campionato vinto da Varallo arrivò con la vittoria per 3-0 contro il Tigre; il giocatore originario di La Plata mise a segno 23 reti di cui 12 nelle prime 10 partite.
Nel 1936 Varallo partecipò anche alla Copa de Honor Municipalidad de Buenos Aires, con un totale di 12 presenze e 5 gol, e il Boca terzo dietro a Huracán e San Lorenzo. Il campionato vide il Boca quinto, con Varallo a 16 presenze e 18 reti. La stagione seguente, sebbene alle prese con un problema al ginocchio destro, fu in grado di segnare con continuità, 22 gol in altrettante presenze.
Disputò una sola gara nel 1938 (il Superclásico contro il River), ma non segnò neanche una rete. Nell'ultima stagione calcistica da giocatore, nel 1939, Varallo chiese un aumento del salario a 20 000 pesos argentini: il fatto fu annunciato tramite gli altoparlanti dello stadio e il pubblico manifestò il proprio disappunto fischiando. Segnò il suo ultimo gol ai rivali del River il 5 novembre, finalizzando il temporaneo 1-0 (la partita si concluderà sull'1-2). Realizzò un totale di 24 presenze e 9 gol, e marcò il suo ultimo gol in una competizione professionistica in dicembre, nella Copa Adrián Escobar contro l'Huracán. Dopodiché si ritirò trentenne dal calcio giocato, nel 1940. Nel Boca degli anni trenta aveva formato un efficace terzetto offensivo assieme al coetaneo paraguaiano Delfín Benítez Cáceres e al connazionale Roberto Cherro, il tridente d'attacco totalizzò infatti 499 gol.

### Nazionale
Varallo debuttò con la maglia della Selección nella Copa Newton contro l'Uruguay il 25 maggio 1930, segnando all'11'. Fu quindi convocato alla prima edizione del Mondiale in terra uruguaiana ed esordì contro la Francia nella vittoria dell'Argentina per 0-1. La seconda rete in Nazionale arrivò sempre nella stessa manifestazione contro la Nazionale messicana, nell'incontro in cui mise a segno uno dei sei gol dell'Argentina. Scese in campo anche nel successo contro la Selezione cilena, ma in tale circostanza si infortunò e non poté disputare la semifinale che l'Argentina avrebbe vinto contro gli Stati Uniti per 6-1. Nonostante ancora infortunato, giocò dal primo minuto la finale del 30 luglio contro i padroni di casa dell'Uruguay, persa dall'Albiceleste per 4-2. In quella partita, l'attaccante platense riuscì a battere il portiere Ballestrero, ma il difensore capitano della squadra avversaria, Nasazzi, evitò il pareggio della Nazionale argentina.
Dopo la sconfitta, Varallo disputò due amichevoli e alcuni tornei minori, tra cui la Copa Juan Mignaburu, che vinse con la sua Nazionale. Tornò a disputare un torneo continentale nel 1937, quando prese parte al Campeonato Sudamericano de Football in patria. La prima gara giocata dall'Argentina, contro il Cile, vide Varallo mettere a segno la sua prima e unica doppietta in nazionale, con reti rispettivamente al 30' e al 43'. Nella seconda partita della Selección, l'Argentina travolse il Paraguay per 6-1. Segnò tutto il reparto offensivo tranne Varallo (tripletta di Zozaya, doppietta di Scopelli e gol di García). Dopo un'altra vittoria, per 1-0 contro il Perù, Varallo tornò a segnare nella sconfitta per 2-3 contro l'Uruguay. L'ultima partita della competizione, venne giocata tra Brasile e l'Argentina: quest'ultima, vincendo, recuperò i punti di svantaggio sulla Nazionale brasiliana, rendendo quindi necessario uno spareggio per il titolo. Lo spareggio terminò 0-0 nei tempi regolamentari, e Varallo uscì all'87' per de la Mata; quest'ultimo segnò nei tempi supplementari la doppietta che diede alla Nazionale argentina il suo quinto titolo.

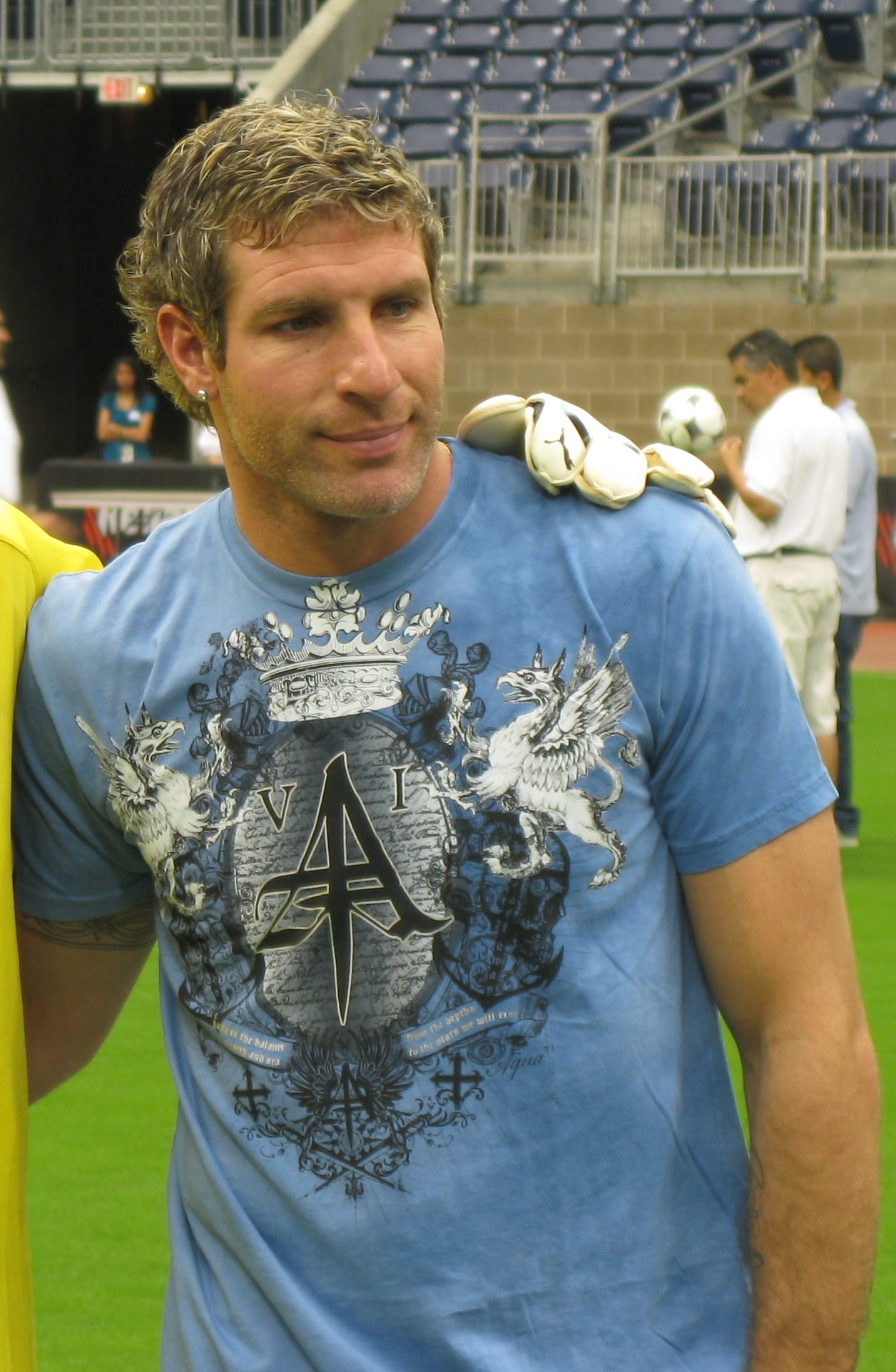
Varallo fu il miglior marcatore in era professionistica del Boca Juniors fino al 2008, quando fu superato da Martín Palermo.

### Dopo il ritiro
Dopo il ritiro dal calcio giocato, Varallo allenò per tre anni le giovanili del Boca. Si dedicò quindi alla politica, militando per cinque anni nel Partito Peronista. Ritornò nel mondo del calcio nel 1957, quando venne assunto per due stagioni consecutive come tecnico al Gimnasia La Plata, senza tuttavia ottenere risultati rilevanti: un 13º posto a pari merito con il Tigre nella prima stagione da allenatore e un 14º in quella seguente. Dimessosi, iniziò a gestire un'agenzia di scommesse nella sua città nativa.

## Statistiche

### Presenze e reti nei club
| Stagione                 | Squadra                  | Campionato               | Campionato | Campionato | Coppe nazionali | Coppe nazionali | Coppe nazionali | Totale | Totale |
| Stagione                 | Squadra                  | Comp                     | Pres       | Reti       | Comp            | Pres            | Reti            | Pres   | Reti   |
| ------------------------ | ------------------------ | ------------------------ | ---------- | ---------- | --------------- | --------------- | --------------- | ------ | ------ |
| 1928                     | Gimnasia La Plata        | PD                       | 32         | 8          | -               | -               | -               | 32     | 8      |
| 1929                     | Gimnasia La Plata        | CE                       | 17         | 8          | -               | -               | -               | 17     | 8      |
| 1930                     | Gimnasia La Plata        | PD                       | 24         | 19         | -               | -               | -               | 24     | 19     |
| Totale Gimnasia La Plata | Totale Gimnasia La Plata | Totale Gimnasia La Plata | 73         | 35         |                 | -               | -               | 73     | 35     |
| 1931                     | Boca Juniors             | PD                       | 24         | 27         | -               | -               | -               | 24     | 27     |
| 1932                     | Boca Juniors             | PD                       | 27         | 24         | COM+CHBV        | 1+4             | 0+2             | 32     | 26     |
| 1933                     | Boca Juniors             | PD                       | 34         | 34         | COM+CHBV        | 3+3             | 8+3             | 40     | 45     |
| 1934                     | Boca Juniors             | PD                       | 25         | 18         | -               | -               | -               | 25     | 18     |
| 1935                     | Boca Juniors             | PD                       | 24         | 23         | -               | -               | -               | 24     | 23     |
| 1936                     | Boca Juniors             | PD                       | 16         | 18         | CHM             | 12              | 5               | 28     | 23     |
| 1937                     | Boca Juniors             | PD                       | 22         | 22         | -               | -               | -               | 22     | 22     |
| 1938                     | Boca Juniors             | PD                       | 1          | 0          | -               | -               | -               | 1      | 0      |
| 1939                     | Boca Juniors             | PD                       | 24         | 9          | CAE             | 2               | 1               | 26     | 10     |
| Totale Boca Juniors      | Totale Boca Juniors      | Totale Boca Juniors      | 197        | 175        |                 | 25              | 19              | 222    | 194    |

### Cronologia presenze e reti in Nazionale
| Cronologia completa delle presenze e delle reti in nazionale ― Argentina | Cronologia completa delle presenze e delle reti in nazionale ― Argentina | Cronologia completa delle presenze e delle reti in nazionale ― Argentina | Cronologia completa delle presenze e delle reti in nazionale ― Argentina | Cronologia completa delle presenze e delle reti in nazionale ― Argentina | Cronologia completa delle presenze e delle reti in nazionale ― Argentina | Cronologia completa delle presenze e delle reti in nazionale ― Argentina | Cronologia completa delle presenze e delle reti in nazionale ― Argentina |
| Data                                                                     | Città                                                                    | In casa                                                                  | Risultato                                                                | Ospiti                                                                   | Competizione                                                             | Reti                                                                     | Note                                                                     |
| ------------------------------------------------------------------------ | ------------------------------------------------------------------------ | ------------------------------------------------------------------------ | ------------------------------------------------------------------------ | ------------------------------------------------------------------------ | ------------------------------------------------------------------------ | ------------------------------------------------------------------------ | ------------------------------------------------------------------------ |
| 25-5-1930                                                                | Buenos Aires                                                             | Argentina                                                                | 1 – 1                                                                    | Uruguay                                                                  | Copa Newton                                                              | 1                                                                        |                                                                          |
| 15-7-1930                                                                | Montevideo                                                               | Francia                                                                  | 0 – 1                                                                    | Argentina                                                                | Mondiali 1930 - 1º turno                                                 | -                                                                        |                                                                          |
| 19-7-1930                                                                | Montevideo                                                               | Argentina                                                                | 6 – 3                                                                    | Messico                                                                  | Mondiali 1930 - 1º turno                                                 | 1                                                                        |                                                                          |
| 22-7-1930                                                                | Montevideo                                                               | Argentina                                                                | 3 – 1                                                                    | Cile                                                                     | Mondiali 1930 - 1º turno                                                 | -                                                                        |                                                                          |
| 30-7-1930                                                                | Montevideo                                                               | Uruguay                                                                  | 4 – 2                                                                    | Argentina                                                                | Mondiali 1930 - Finale                                                   | -                                                                        |                                                                          |
| 14-12-1933                                                               | Montevideo                                                               | Uruguay                                                                  | 0 – 1                                                                    | Argentina                                                                | Amichevole                                                               | 1                                                                        |                                                                          |
| 15-8-1934                                                                | Avellaneda                                                               | Argentina                                                                | 1 – 0                                                                    | Uruguay                                                                  | Amichevole                                                               | -                                                                        | 46’                                                                      |
| 18-7-1935                                                                | Montevideo                                                               | Uruguay                                                                  | 1 – 1                                                                    | Argentina                                                                | Copa Héctor Gómez                                                        | -                                                                        |                                                                          |
| 15-8-1935                                                                | Avellaneda                                                               | Argentina                                                                | 3 – 0                                                                    | Uruguay                                                                  | Copa Juan Mignaburu                                                      | -                                                                        | ?’                                                                       |
| 20-11-1936                                                               | Montevideo                                                               | Uruguay                                                                  | 2 – 1                                                                    | Argentina                                                                | Copa Héctor Gómez                                                        | -                                                                        | 72’                                                                      |
| 30-12-1936                                                               | Buenos Aires                                                             | Argentina                                                                | 2 – 1                                                                    | Cile                                                                     | Campeonato Sudamericano de Football                                      | 2                                                                        |                                                                          |
| 9-1-1937                                                                 | Buenos Aires                                                             | Argentina                                                                | 6 – 1                                                                    | Paraguay                                                                 | Campeonato Sudamericano de Football                                      | -                                                                        |                                                                          |
| 16-1-1937                                                                | Buenos Aires                                                             | Argentina                                                                | 1 – 0                                                                    | Perù                                                                     | Campeonato Sudamericano de Football                                      | -                                                                        |                                                                          |
| 23-1-1937                                                                | Buenos Aires                                                             | Argentina                                                                | 2 – 3                                                                    | Uruguay                                                                  | Campeonato Sudamericano de Football                                      | 1                                                                        |                                                                          |
| 30-1-1937                                                                | Buenos Aires                                                             | Argentina                                                                | 1 – 0                                                                    | Brasile                                                                  | Campeonato Sudamericano de Football                                      | -                                                                        |                                                                          |
| 1-2-1937                                                                 | Buenos Aires                                                             | Argentina                                                                | 2 – 0                                                                    | Brasile                                                                  | Campeonato Sudamericano de Football                                      | -                                                                        | 84’                                                                      |
| Totale                                                                   |                                                                          | Presenze                                                                 | 16                                                                       |                                                                          | Reti                                                                     | 6                                                                        |                                                                          |

## Palmarès

### Competizioni nazionali
- Campionato argentino: 4

Gimnasia: 1929
Boca Juniors: 1931, 1934, 1935
- Copa Estímulo: 1

Gimnasia La Plata: 1929

### Nazionale
- Copa Juan Mignaburu: 1

1935
- Campeonato Sudamericano de Football: 1

Argentina 1937

### Individuale
- Capocannoniere della Primera División: 1

1933 (34 gol)

## Omaggi postumi
Nel 1994 la FIFA lo inserì nell'Ordine del Merito, onorificenza di cui vennero insigniti anche Bobby Robson, Gerd Müller, Franz Beckenbauer, Pelé e Paolo Maldini. Nel 2006 gli fu conferito il premio Jorge Newbery e la CONMEBOL gli assegnò l'onorificenza di Ordine del Merito «in virtù delle sue prestazioni rilevanti nel nostro sport». Il 18 dicembre 2008 venne nominato cittadino onorario della sua città natale, La Plata, e una via della città fu denominata in suo onore. Al compimento del 100º compleanno, fu omaggiato con una rappresentazione teatrale al teatro municipale Coliseo Podestá di La Plata, a cui assistette, tra gli altri, Julio Grondona, presidente dell'AFA e vicepresidente della FIFA.
Lo stesso Grondona dichiarò: «[…] è giusto che gli appassionati di calcio, per qualunque squadra tifino, sappiano che lui ha onorato questo sport, questo gioco e questa passione». Joseph Blatter si espresse positivamente sul giocatore, sottolineando come Varallo abbia rappresentato «degnamente la nostra famiglia del calcio». Jorge Ameal, presidente del Boca fino al 2011, notò la rilevanza del Pancho nella «ricchissima storia del calcio e della squadra [il Boca Juniors] in particolare».
Varallo è stato citato anche in libri di vari autori. Il giornale Crónica, nel suo necrologio, scrisse: «Fu Pancho Varallo. Era storia vivente. E ora sarà leggenda».